# Aragua (bướm đêm)
Aragua là một chi bướm đêm thuộc họ Geometridae.

## Hình ảnh

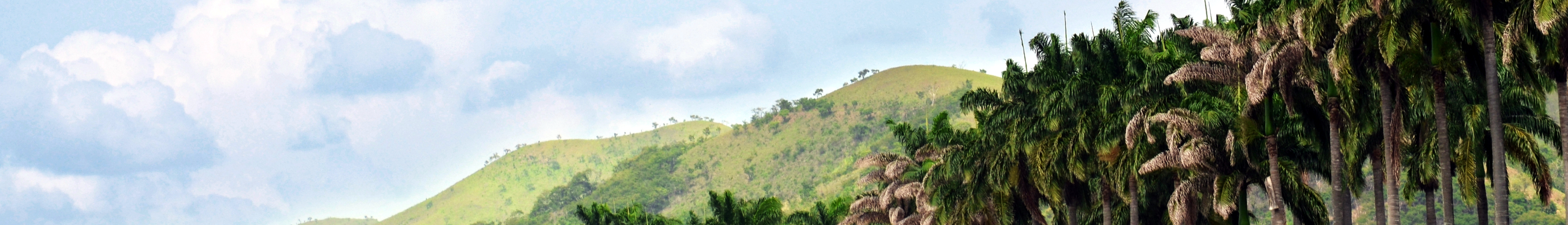
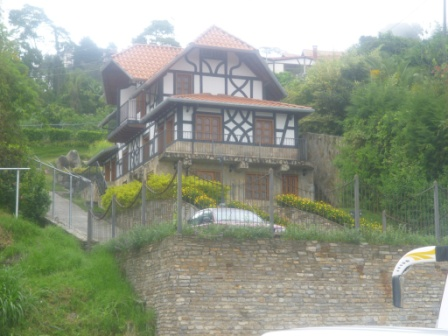
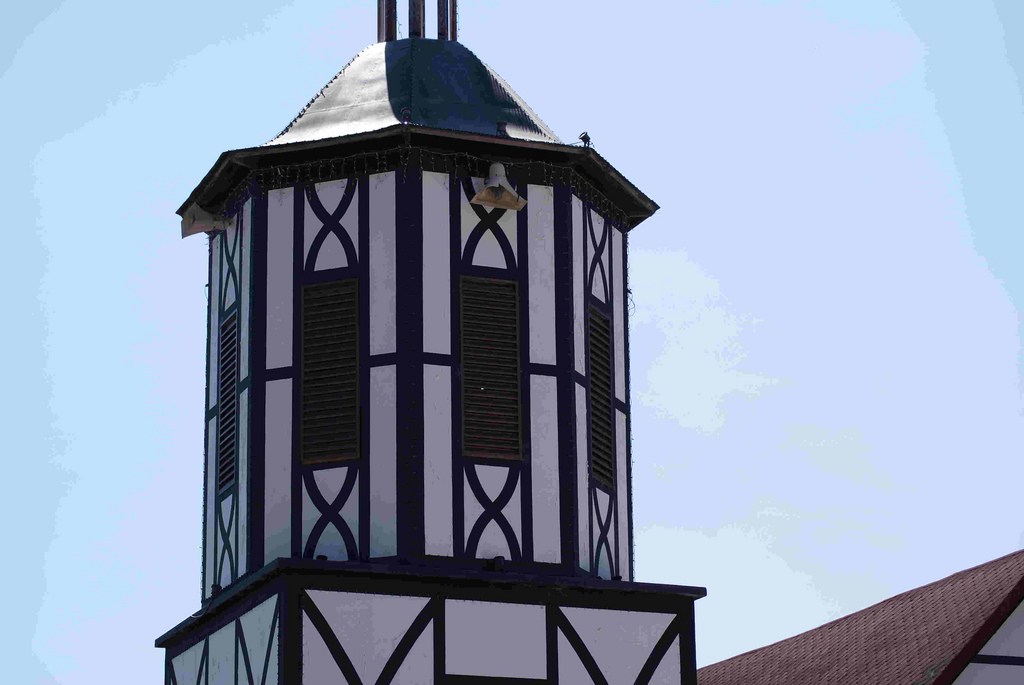